# 普拉托的圣味增爵圣殿
普拉托的圣味增爵圣殿（Basilica Prepositurale di San Vincenzo in Prato）是意大利北部米兰的一座罗马天主教教堂。它是城市中唯一一个完全保留了早期基督教外观的教堂。

## 历史
圣味增爵堂的原址是一座罗马神庙，位于通往维杰瓦诺的大道上，可能供奉朱庇特，位于罗马大墓地内(在教堂的左侧外墙可见一些遗骸）。
770年，伦巴第国王德西德柳斯在此建立了第一座教堂，供奉的是圣母玛利亚。后来以圣味增爵命名，当时在地下圣堂发现了他和圣季理诺(St. Quirinus)、圣尼科梅德斯（St. Nicomedes）、圣亚本狄（Abundius）几位圣人的圣髑。名称中的普拉托源自其位置主教Odelpertus拥有的“普拉图姆”（pratum）地区（农场）。
806年，该堂新建了一个本笃会修道院；在同一个世纪末期和10世纪初，教堂因状况不佳进行了重建，但维持外观相似。堂外左侧的八角形洗礼堂，由建筑师保罗·梅扎诺特建于1932年，其中有一块圆柱状的“圣石”（Pietra santa）来自古老的圣石圣拉匝禄堂（S. Nazaro in Pietra Santa），该堂已在1889年新建但丁街（Via Dante）时被拆除。
修道院在1520年被取缔，1598年教堂修复，改为堂区教堂。

## 建筑
该堂实测40x20米，为砖砌建筑。内部为一个中殿和两个走道，木制天花板。柱子属于不同的时代。后殿很大，有抬高的咏经席。在司祭席之下是地下圣堂，也有一个中殿和两个过道，由十根带有雕刻柱头的柱子隔开。

## 参考

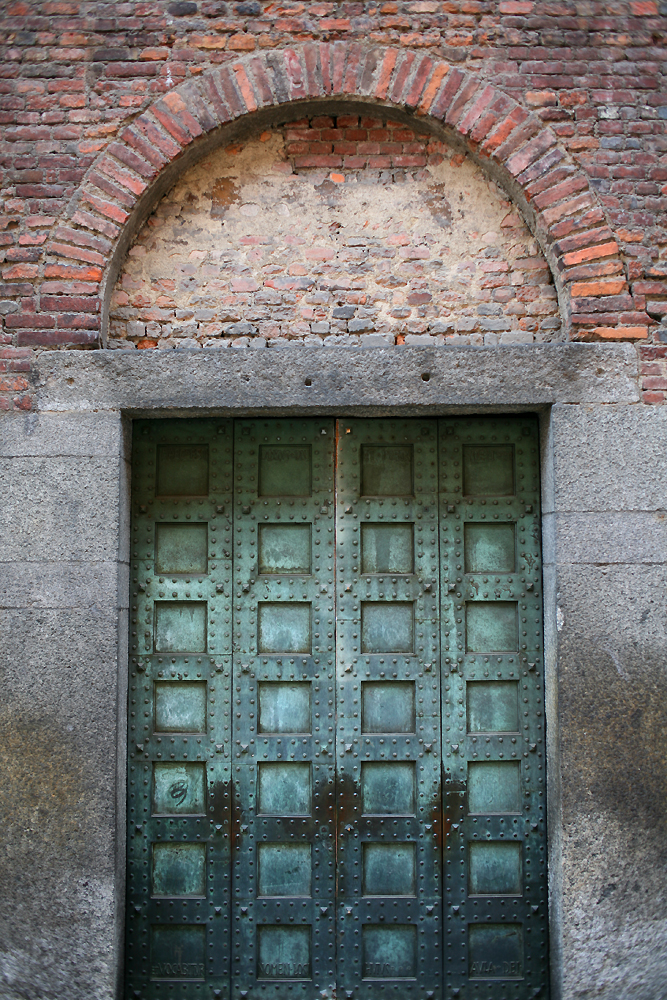
门
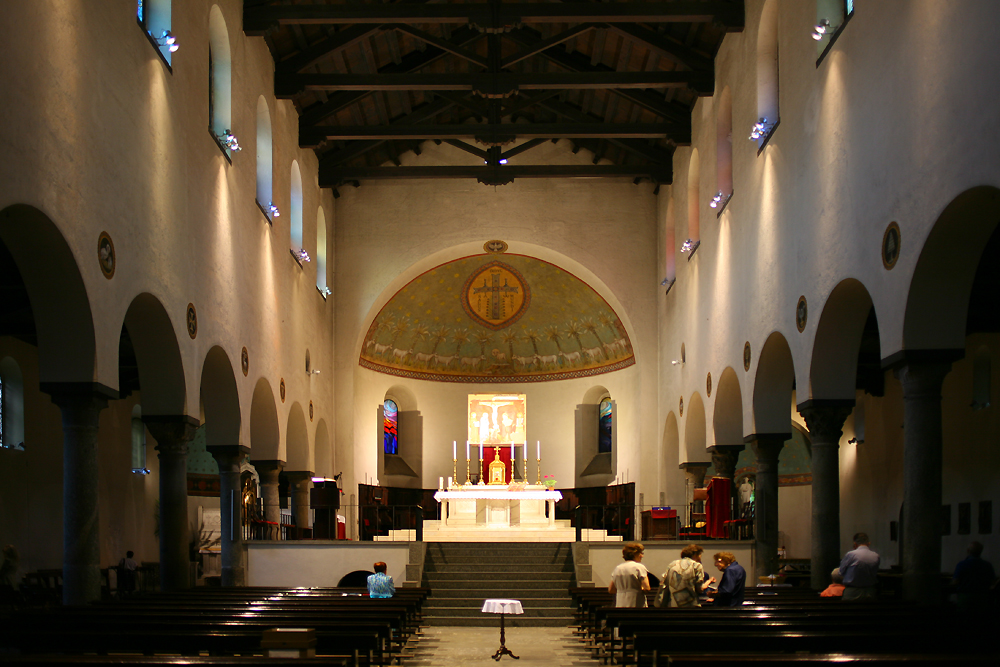
内部
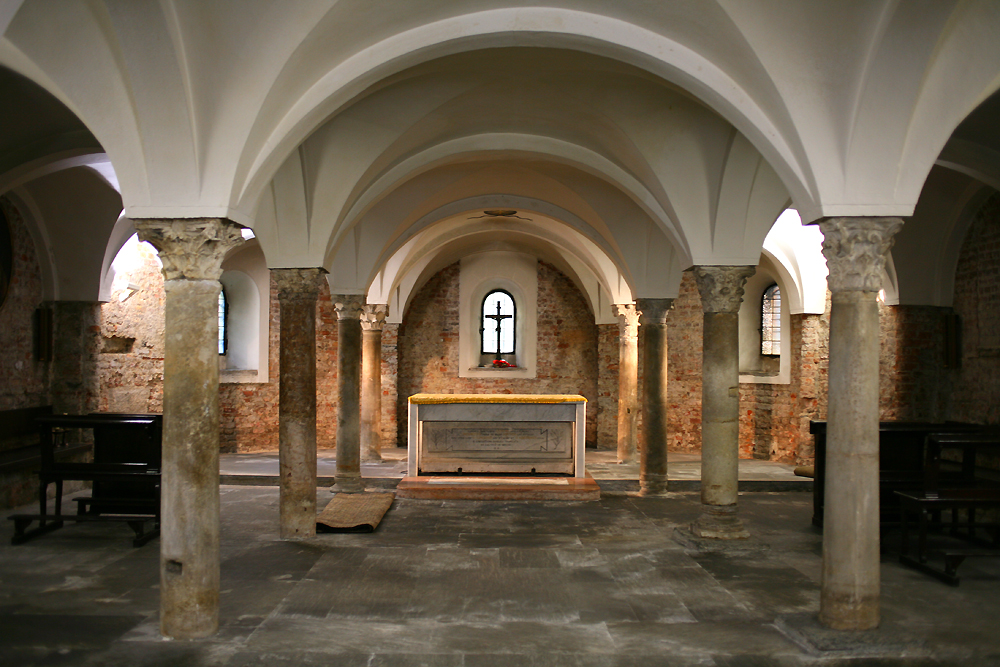
地下圣堂
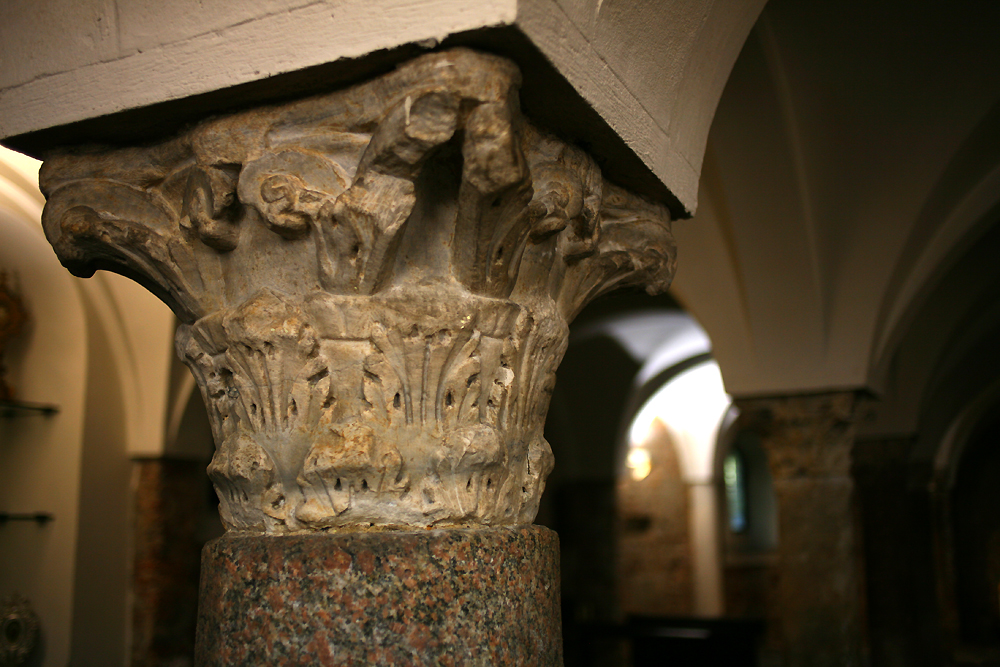
地下圣堂的柱头
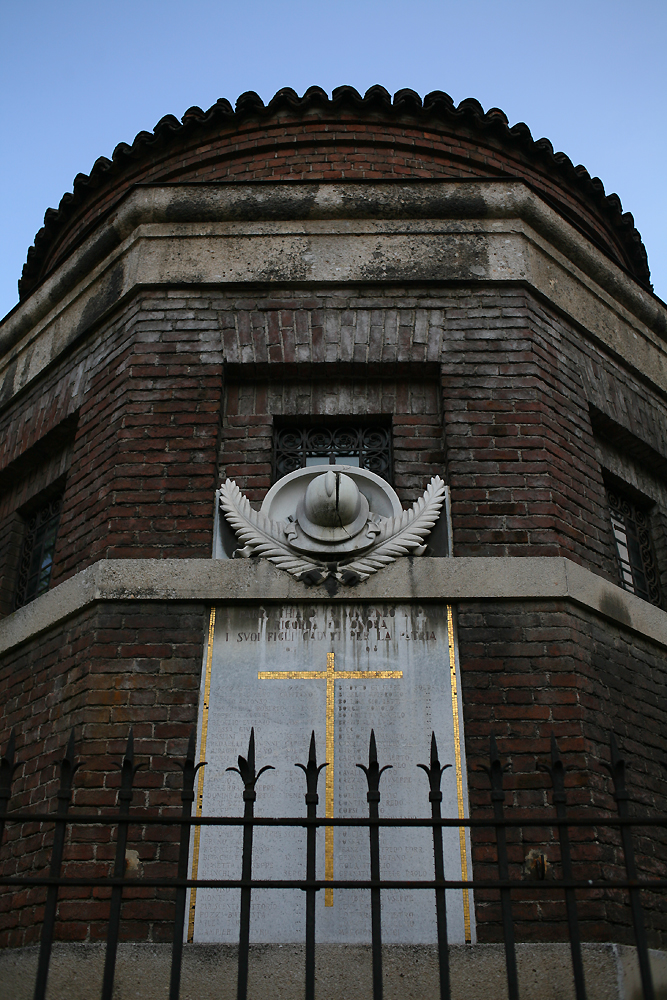
洗礼堂
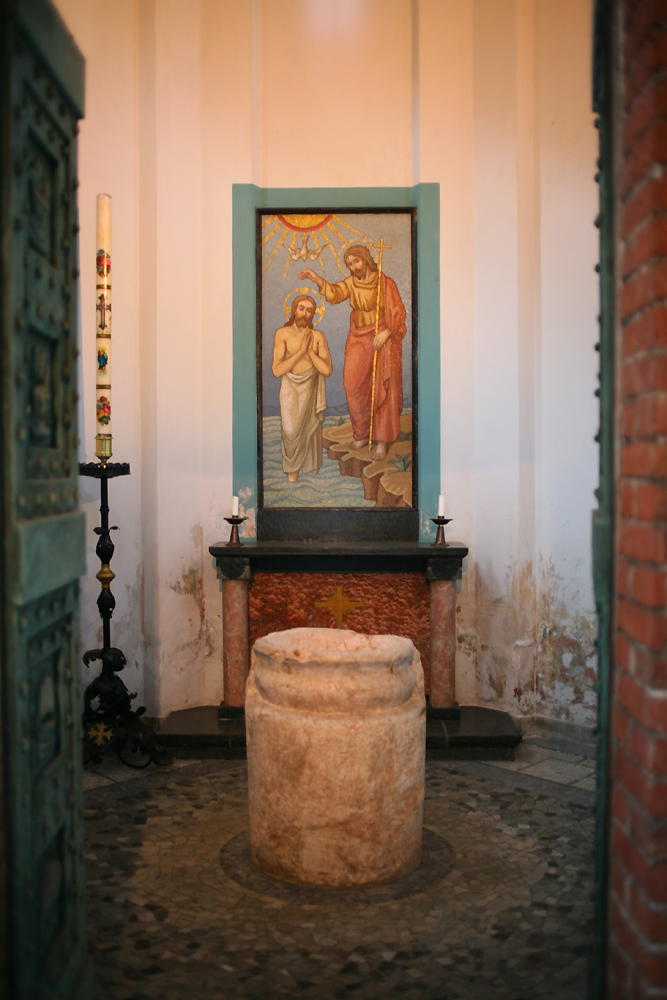
圣石